# داون (مسبار فضائي)
داون مسبار فضائي خارج الخدمة أطلقته ناسا في سبتمبر عام 2007 في مهمة لدراسة اثنين من ثلاثة كواكب أولية معروفة من حزام الكويكبات، وهما فيستا وسيريس. جرى إنهاء عمله في 1 نوفمبر من عام 2018، وهو حاليًا غير مُسيطر عليه في مدار حول هدفه الثاني الكوكب القزم سيريس. إنّ داون أول مركبة فضائية تدور حول جسمين غير أرضيين، والمركبة الفضائية الأولى التي تزور سيريس أو فيستا، والأولى التي تدور حول كوكب قزم، حيث وصلت إلى سيريس في مارس عام 2015، قبل عدة أشهر من تحليق المركبة الفضائية نيوهورايزنز بجانب بلوتو في يوليو عام 2015.
دخلت داون في المدار حول فيستا في 16 يوليو عام 2011، وأكملت مهمة مسح امتدت لأربعة عشر شهرًا قبل أن تغادر إلى سيريس في نهاية عام 2012. دخلت بعد ذلك في مدار حول سيريس في 8 مارس عام 2015. أخذت ناسا بعين الاعتبار اقتراحًا لزيارة هدف ثالث، لكنها قررت عدم القيام بذلك. أعلنت ناسا في 19 أكتوبر من عام 2017 تمديد المهمة حتى استهلاك إمدادات وقود الهيدرازين للمسبار. أعلنت ناسا في 1 نوفمبر عام 2018 أنّ المركبة الفضائية داون قد استهلكت كل وقودها من الهيدرازين، وبذلك نهاية مهمتها. تدور المركبة حاليًا حول سيريس بشكل خارج عن السيطرة.
أدار مختبر الدفع النفاث التابع لناسا مهمة داون، وساهم الشركاء الأوروبيون من إيطاليا، وألمانيا، وفرنسا، وهولندا بعناصر المركبة الفضائية. تُعتبر داون مهمة ناسا الاستكشافية الأولى التي تستخدم الدفع الأيوني، مما سمح لها بدخول مدار جسمين سماويين ومغادرتهما. اقتصرت المهمات السابقة متعددة الأهداف التي استخدمت الدفع التقليدي على عمليات التحليق بالقرب من الهدف، مثل برنامج فوياجر.

## تاريخ المشروع

### خلفية تقنية

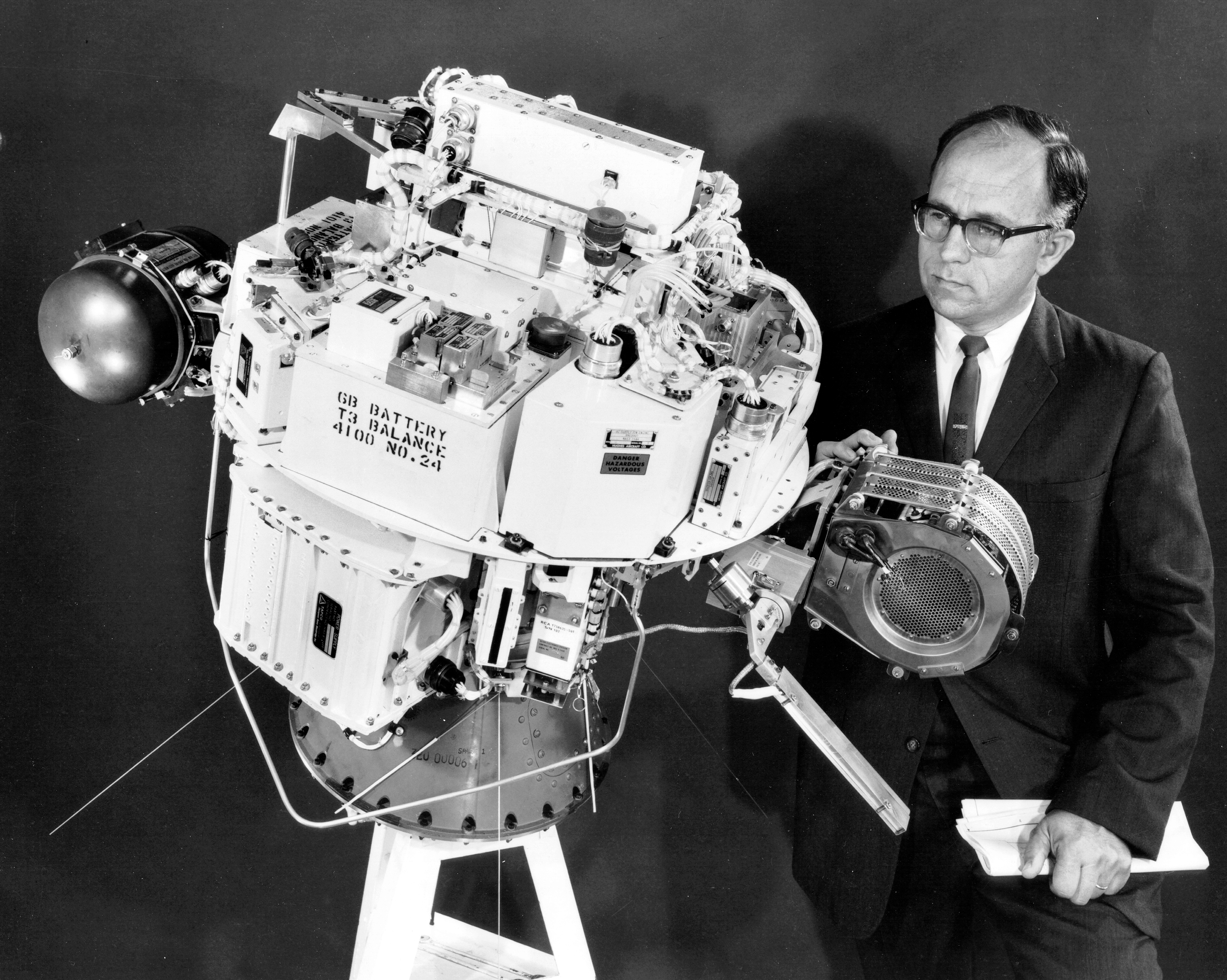
(إس إي أر تي 1): أول مركبة فضائية تابعة لوكالة ناسا تعمل بمحرك أيوني تم إطلاقها في 20 يوليو 1964

بنى هارولد أر. كاوفمان المحرك الأيوني العامل الأول في الولايات المتحدة في عام 1959 في مركز أبحاث غلين التابع لناسا في أوهايو. كان التصميم العام للمحرك مشابها للمحرك الأيوني الكهروستاتيكي المُشبَّك الذي يستخدم الزئبق بمثابة مادة دافعة. جرت الاختبارات دون المدارية للمحرك خلال ستينيات القرن العشرين، وفي عام 1964 اختُبر المحرك في رحلة دون مدارية على متن مسبار اختبار الصاروخ الكهربائي الفضائي 1 (إس إي أر تي 1). عمل بشكل ناجح لمدة 31 دقيقة كما كان مخططا قبل أن يسقط إلى الأرض. تَبِع هذا الاختبار في عام 1970 الاختبار المداري إس إي أر تي-2.
أظهرت المركبة الفضائية ديب سبيس 1 (دي إس 1) التي أطلقتها ناسا في عام1988 المحركات الأيونية العاملة لفترة طويلة بالزينون بمثابة مادة دافعة في المهمات العلمية، وتحققت من عدد من التقنيات بما في ذلك المحرك الأيوني الكهروستاتيكي في تطبيق تكنولوجيا الطاقة الشمسية لوكالة ناسا، بالإضافة إلى التحليق بالقرب من كويكب ومذنب. من بين التقنيات الأخرى التي جرى التحقق منها بالإضافة إلى المحرك الأيوني، المرسل المستجيب الصغير في الفضاء السحيق، والذي استُخدم في داون من أجل الاتصالات بعيدة المدى.

### اختيار برنامج ديسكفري
قُدِّم 26 اقتراح لكسب برنامج ديسكفري، بميزانية أولية بلغت 300 مليون دولار أمريكي. اختير ثلاثة من المتأهلين للمرحلة ما قبل النهائية في يناير عام 2001 لدراسة تصميم المرحلة إيه: والمتأهلون هم داون، وكبلر، وإنسايد جوبيتر. اختارت ناسا في ديسمبر من عام 2001 مهمتي كبلر وداون لأجل برنامج ديسكفري. اختيرت المهمتين في البداية من أجل أن تُطلقا في عام 2006.  

## الإطلاق

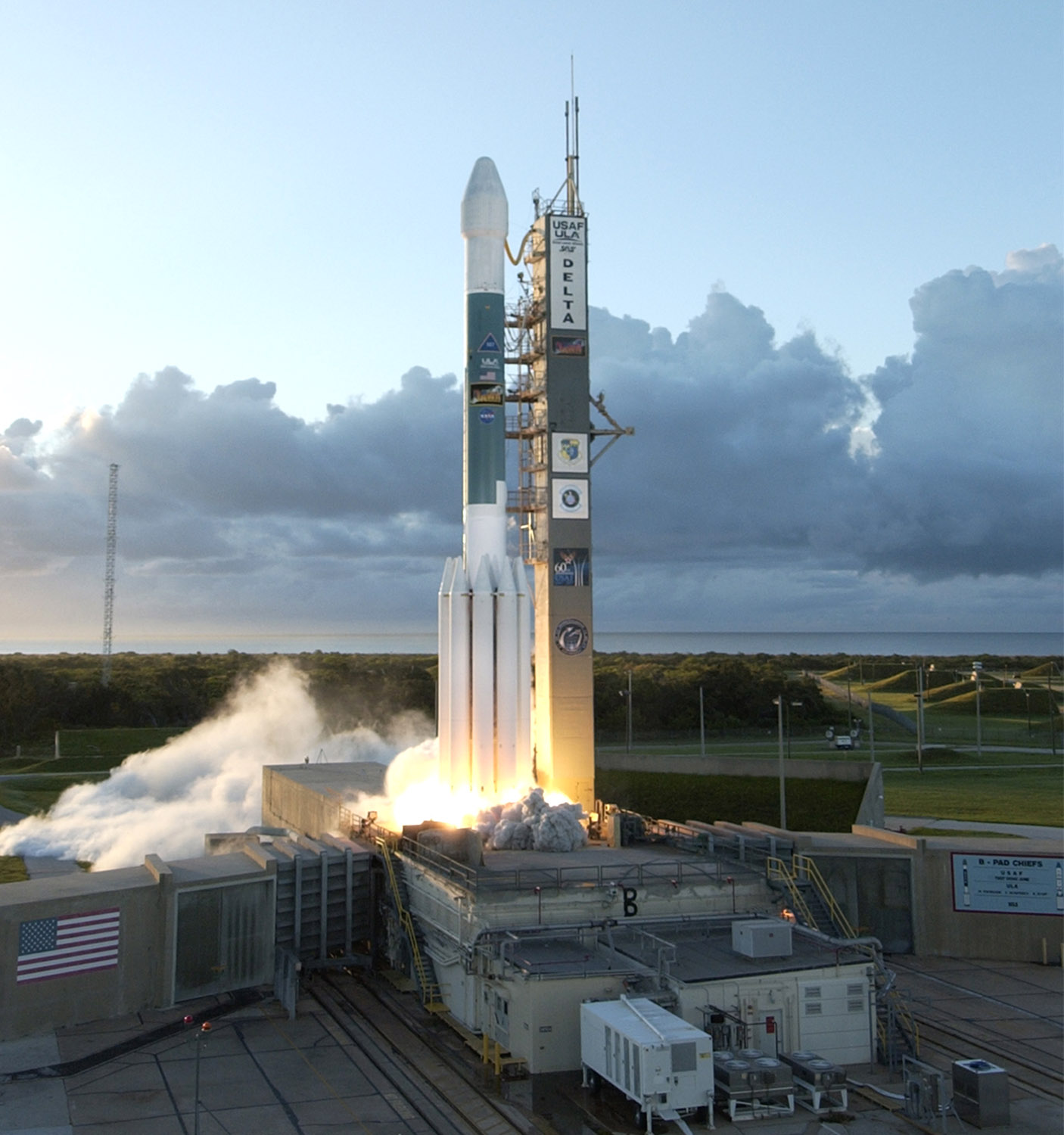
إطلاق المركبة من قاعدة كيب كانافيرال على متن صاروخ دلتا II.

كان من المقرر إطلاق مركبة داون من «المنصة 17-ب» التي تقع في «قاعدة كيب كانافيرال للقوات الجوية» وعلى صاروخ «دلتا 7925-ه». وقد وصلت المركبة إلى القاعدة وتم تهييؤها للإطلاق في تاريخ 10 نيسان/أبريل 2007، وكان من المُقرر إطلاق في يوم 20 حزيران/يونيو، لكن تم تأجيل الموعد إلى يوم 30 من الشهر نفسه بسبب التأخر في استلام بعض التصريحات. وقد تم تأجيل الموعد بعد ذلك مرّة أخرى بسبب بعض المشاكل الفنية، وفي المرة الثانية تم تأجيله لمدة أسبوع إلى يوم 7 تموز/يوليو. وخلال هذه الفترة تسّبب حادث بأضرار طفيفة لإحدة المصفوفات الشمسيّة، لكن مع ذلك فلم يؤجّل هذا موعد الإطلاق. لكن في يوم 7 تموز/يوليو كان الطقس سيئاً ولم يسمح بالإطلاق، مما أجل الموعد إلى اليوم التالي. وبسبب مشاكل أخرى متتابعة فقد تم تأجيل الموعد إلى اليوم التاسع من تموز/يوليو، ومن ثم إلى اليوم الخامس عشر، وذلك قبل أن يؤجل الإطلاق أكثر من هذا لتجنّب الاصطدام مع مركبة فينكس المتوجّهة إلى المريخ، والتي أطلقت بدون مشاكل في يوم 4 آب/أغسطس.
وبعد إطلاق فينكس تم تحديد موعد 26 أيولول/سبتمبر 2007 لإطلاق داون، لكن ونتيجة للطّقس السيّء مجدداً فقد تم تأجيل المرحلة الثانية من تزويد المركبة بالوقود إلى يوم 27 أيلول/سبتمبر. لكن قبل الإطلاق بقليل وخلال المرحلة الأخيرة من التجهيز دخلت سفينة «منطقة الاستبعاد من الشاطئ»، وهي المنطقة التي سوف يقع فيها معزز الصاروخ بعد انفصاله أثناء عمليّة الإقلاع. وبعد خروج السفينة من المنطقة تم تأجيل الإقلاع مدّة إضافيّة لتجنّب خطر الاصطدام مع محطة الفضاء الدولية. وأخيراً تم إطلاق المركبة في الساعة 07:34 (بتوقيت أمريكا) في يوم 27 أيلول/سبتمبر 2007 ومن «منصة 17-ب» على صاروخ دلتا.

## المهمة

المسار الحلزوني الذي ستسلكه المركبة لكي تستطع التقدّم ومقاومة جاذبيّة الشمس، وسوف تستعين بجاذبيّة المريخ حتى تقوّي اندفاعها أثناء رحلتها.

رسوم متحركة لمسار داون حول 4 فيستا من 15 يوليو 2011 إلى 10 سبتمبر 2012,

هدف المهمّة هو التعرّف على الظروف التي كانت موجودة خلال الحقبة الأولى من عمر النظام الشمسي وعلى كيفيّة تكوّنه، وذلك عن طريقة دراسة اثنين من أكبر الكواكب الأولية التي بقيت سليمة منذ تكوّنه. يملك سيريس وفيستا العديد من المميّزات المتغايرة التي يُعتقد أنها نتجت عن ولادتهما في منطقتين مختلفتين من النظام الشمسي البدائي، وقد اقترح «بيتر ثوماس» من «جامعة كورنِل» أن سيريس يملك باطناً متمايزاً، فتفلطحه مقارنة بفسيتا يبدو ضئيلاً جداً بالنسبة لجسم غير متمايز، وهذا يدلّ على أنه يتكوّن من نواة صخريّة ودثار جليدي. وهناك مجموعة كبيرة من العيّنات الكامنة في فيستا التي يُمكن للعلماء أن يصلوا إليها من خلال أكثر من 200 من نيازك "HED" (مجموعة من النيازك)، وهذا يَسمح لنا بإلقاء نظرة على البنية والتاريخ الجيولوجيّين لفيستا. ويُعتقد أن فيستا يتكوّن من نواة تتألف من الحديد-والنيكل ومن دثار صخريّ إضافة إلى قشرة سطحيّة. وفضلاً عن هذا فيحتوي الكويكبان على معلومات هامّة عن تاريخ النظام الشمسي، وهما يقعان ضمن حزام الكويكبات الرئيسي بين مداري المريخ والمشتري.
وتحتوي مركبة داون على كاميرا للرؤية ومطياف يعمل بالأشعة المرئيّة وبالأشعة تحت الحمراء ومطياف آخر يعمل بأشعة غاما ويلتقط النيترونات، وستُستخدم هذه المعدّات لقياس الأشكال وطبيعة السطح والتركيب الكيميائي لكلّ من الكويكبين.
ولكي تُسافر مركبة الفجر من الأرض إلى هدفيها فسوف تسلك طريقاً حلزونياً لكي تستطيع التقدّم ومقاومة جاذبيّة الشمس في الآن ذاته. والتواريخ المقترحة لرحلة المركبة هي:
- 27 أيلول/سبتمبر 2007: الإقلاع.
- 17 شباط/فبراير 2009: الاستعانة بجاذبية المريخ لزيادة السرعة.
- تموز/يوليو 2011: الوصول إلى الكويكب فيستا.
- تموز/يوليو 2012: مغادرة فيستا.
- آذار/مارس 2015: الوصول إلى سيريس.
- تموز/يوليو 2015: إنهاء العمليّات المبدئية.

## الوصول إلى سيريس

رسوم متحركة لمسار داون حول سيريس من 1 فبراير 2015 إلى 1 فبراير 2025,

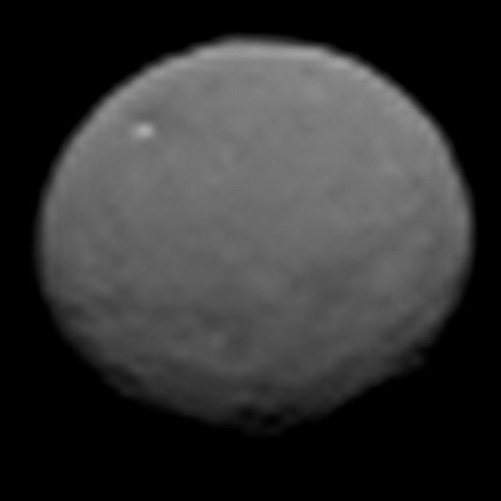
25 يناير 2015
147,000 كـم (91,000 ميل)
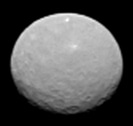
4 فبراير 2015
90,000 كـم (56,000 ميل)
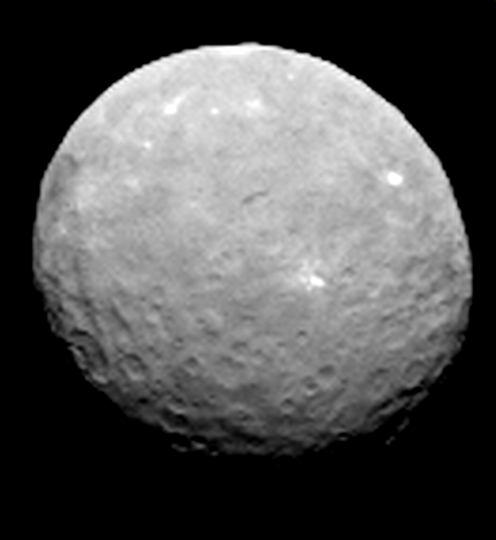
12 فبراير 2015
52,000 كـم (32,000 ميل)
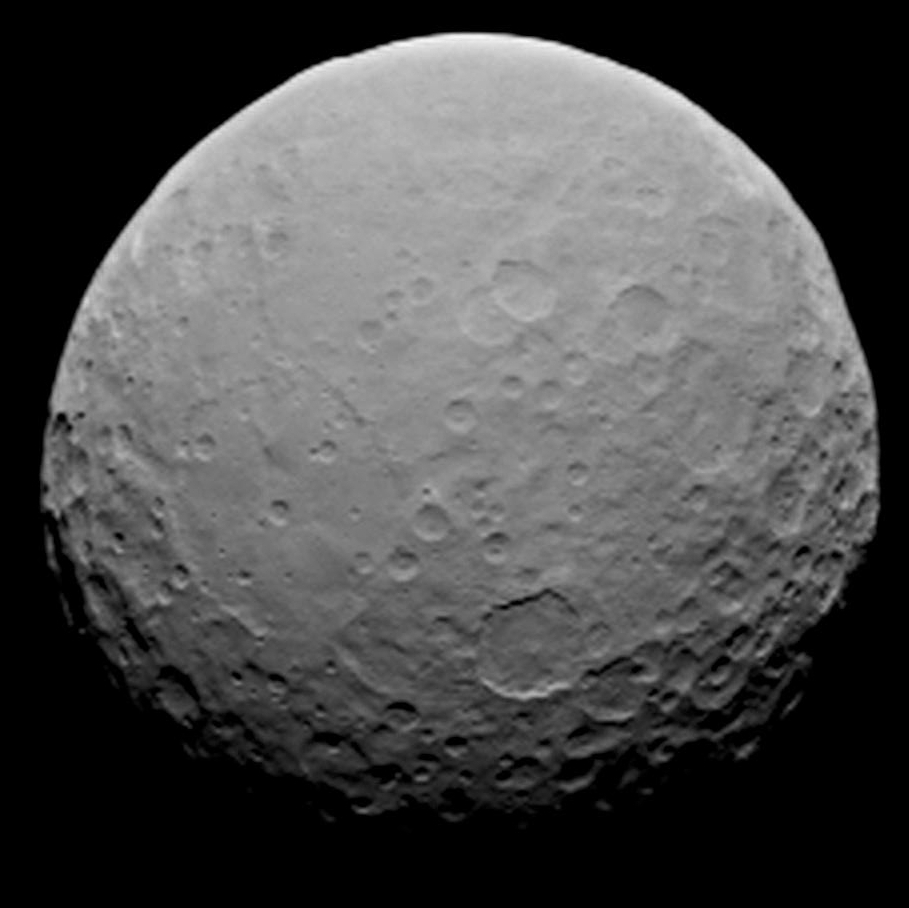
19 فبراير 2015
29,000 كـم (18,000 ميل)

دخلت داون المدار حول سيريس في 6 مارس 2015 لتكون بذلك أول مركبة فضائية في التاريخ تدخل في مدار حول كوكب قزم، وأول مركبة تتخذ مدارين حول جسمين مختلفين في النظام الشمسي. ولكن تمت برمجة المركبة لتدخل في الوضعية الآمنة مع استمرار إرسال الصور إلى الأرض حتى 23 أبريل 2015، حيث دخلت داون المدار العلمي الأول لها من على ارتفاع 13,500 كم من سيرس في مدار شبه دائري. وبدأت داون بالنزول لمدارها الثاني الأكثر إنخفاضاً من على ارتفاع 1400 كم من السطح في 9 مايو لتحسين عمليات الرصدالعلمية، حيث وصلت لهذا الأرتفاع من سيرس 6 يونيو واستمرت في هذا الارتفاع حتى 30 يونيو حيث بدأت بعدها رحلتها نحو الوصول لارتفاع 1400 كم من السطح والذي من المقرر ان تحقق ذلك في اواسط شهر أغسطس.

## وصلات خارجية
- الموقع الرسمي لمهمة دوون
- جامعة كاليفورنيا، مهمة دوون نسخة محفوظة 6 فبراير 2005 على موقع واي باك مشين.
- Dawn news coverage. نسخة محفوظة 21 أكتوبر 2007 على موقع واي باك مشين.

## اقرأ أيضا
- 4 فيستا
- سيريس (كوكب قزم)
- هانوفر (كويكب)